# أسبلاط
الأسبلاط (الاسم العلمي: Aspalathus) هو جنس من النباتات يتبع الفصيلة البقولية من رتبة الفوليات.

## أنواع الأسبلاط
- أسبلاط خطي
- أسبلاط إبري
- أسبلاط إهليلجي
- أسبلاط أبيض
- أسبلاط أبيض الأوراق
- أسبلاط أجرد
- أسبلاط أزب
- أسبلاط أفعواني
- أسبلاط أفقي
- أسبلاط أقطع
- أسبلاط ألفي الأوراق
- أسبلاط أمرط
- أسبلاط أوليفري
- أسبلاط باسق
- أسبلاط برتقالي
- أسبلاط ثلاثي
- أسبلاط ثلاثي الأسنان
- أسبلاط ثنائي الأزهار
- أسبلاط جاف
- أسبلاط جانبي
- أسبلاط جذاب
- أسبلاط جولقي
- أسبلاط حريري
- أسبلاط حزمي
- أسبلاط حقلي
- أسبلاط حلو الرائحة
- أسبلاط خلنجي الأوراق
- أسبلاط خماسي الأوراق
- أسبلاط خيطي الساق
- أسبلاط درني
- أسبلاط ذهبي الأزهار
- أسبلاط رأس الرجاء
- أسبلاط زغبي
- أسبلاط سميثي
- أسبلاط شائك
- أسبلاط شوحي
- أسبلاط شيهمي
- أسبلاط صحراوي
- أسبلاط صفصافي الأوراق
- أسبلاط صوفي الأزهار
- أسبلاط طباشيري
- أسبلاط طويل الأوراق
- أسبلاط عالي
- أسبلاط عرعري
- أسبلاط عريض الأوراق
- أسبلاط فرانكني
- أسبلاط فضي
- أسبلاط قاني
- أسبلاط كبير الثمار
- أسبلاط كثيف
- أسبلاط لساني الشكل
- أسبلاط لاماركياني
- أسبلاط لحمي
- أسبلاط مائل
- أسبلاط مبيض
- أسبلاط متوسط
- أسبلاط مثقب
- أسبلاط مثقوب الورق
- أسبلاط منتشر
- أسبلاط منحني
- أسبلاط مهمازي
- أسبلاط موندياني
- أسبلاط ناحل
- أسبلاط هلبي
- أسبلاط هليوني
- أسبلاط وحيد البذرة
- أسبلاط وردي
- أسبلاط وريدي